# I liga paragwajska w piłce nożnej (1986)
Mistrzem Paragwaju został klub Club Sol de América, natomiast wicemistrzem Paragwaju – Club Olimpia.
Mistrzostwa podzielone zostały na cztery etapy. Po rozegraniu pierwszych trzech etapów sporządzono tabelę sumaryczną, która zadecydowała o tym, które sześć klubów weźmie udział w czwartym – decydującym o mistrzostwie – etapie. Zwycięzca czwartego etapu został mistrzem Paragwaju.
Do turniejów międzynarodowych zakwalifikowały się następujące kluby:
- Copa Libertadores 1987: Club Sol de América, Club Olimpia

Do drugiej ligi spadł klub Sportivo San Lorenzo. Na jego miejsce z drugiej ligi awansował klub General Caballero Asunción.

## Pierwszy etap

### Tabela końcowa pierwszego etapu 1986
| Poz | Klub                               | Mecze | Zw | Rem | Por | Pkt | BrZd | BrStr |
| --- | ---------------------------------- | ----- | -- | --- | --- | --- | ---- | ----- |
| 1   | Club Guaraní                       | 9     | 4  | 4   | 1   | 12  | 9    | 5     |
| 2   | Club Sol de América                | 9     | 5  | 2   | 2   | 12  | 15   | 7     |
| 3   | Cerro Porteño                      | 9     | 5  | 1   | 3   | 11  | 13   | 9     |
| 4   | Club Olimpia                       | 9     | 4  | 2   | 3   | 10  | 12   | 7     |
| 5   | Atlético Colegiales                | 9     | 3  | 4   | 2   | 10  | 10   | 9     |
| 6   | Sportivo Luqueño                   | 9     | 3  | 3   | 3   | 9   | 13   | 13    |
| 7   | Club Libertad                      | 9     | 2  | 3   | 4   | 7   | 9    | 11    |
| 8   | Club Nacional                      | 9     | 2  | 3   | 4   | 7   | 12   | 17    |
| 9   | Sportivo San Lorenzo               | 9     | 2  | 3   | 4   | 7   | 10   | 16    |
| 10  | Sport Colombia Fernando de la Mora | 9     | 1  | 3   | 5   | 5   | 7    | 16    |

Z powodu równej liczby punktów dwóch najlepszych w tabeli klubów rozegrano mecz o pierwsze miejsce.
| Mecz |
| --- |
| Club Sol de América – Club Guaraní 3:3, karne 3:5 Julio Achucarro, Elías Leguizamón, Félix Ricardo Torres – V.González, Óscar Giménez, Fretes |

Pierwsze miejsce zdobył klub Club Guaraní.

## Drugi etap

### Tabela końcowa drugiego etapu 1986
| Poz | Klub                               | Mecze | Zw | Rem | Por | Pkt | BrZd | BrStr |
| --- | ---------------------------------- | ----- | -- | --- | --- | --- | ---- | ----- |
| 1   | Club Libertad                      | 9     | 7  | 0   | 2   | 14  | 15   | 9     |
| 2   | Club Olimpia                       | 9     | 5  | 2   | 2   | 12  | 10   | 4     |
| 3   | Club Guaraní                       | 9     | 5  | 1   | 3   | 11  | 16   | 12    |
| 4   | Cerro Porteño                      | 9     | 3  | 4   | 2   | 10  | 9    | 8     |
| 5   | Atlético Colegiales                | 9     | 3  | 4   | 2   | 10  | 9    | 9     |
| 6   | Sport Colombia Fernando de la Mora | 9     | 3  | 3   | 3   | 9   | 9    | 9     |
| 7   | Club Sol de América                | 9     | 3  | 2   | 4   | 8   | 12   | 13    |
| 8   | Sportivo Luqueño                   | 9     | 2  | 3   | 4   | 7   | 10   | 11    |
| 9   | Club Nacional                      | 9     | 2  | 2   | 5   | 6   | 7    | 12    |
| 10  | Sportivo San Lorenzo               | 9     | 1  | 1   | 7   | 3   | 12   | 22    |

## Trzeci etap

### Tabela końcowa trzeciego etapu 1986
| Poz | Klub                               | Mecze | Zw | Rem | Por | Pkt | BrZd | BrStr |
| --- | ---------------------------------- | ----- | -- | --- | --- | --- | ---- | ----- |
| 1   | Club Sol de América                | 9     | 5  | 4   | 0   | 14  | 13   | 5     |
| 2   | Atlético Colegiales                | 9     | 4  | 5   | 0   | 13  | 17   | 9     |
| 3   | Cerro Porteño                      | 9     | 4  | 3   | 2   | 11  | 14   | 6     |
| 4   | Sportivo Luqueño                   | 9     | 4  | 3   | 2   | 11  | 11   | 10    |
| 5   | Club Guaraní                       | 9     | 3  | 4   | 2   | 10  | 14   | 10    |
| 6   | Sport Colombia Fernando de la Mora | 9     | 1  | 6   | 2   | 8   | 8    | 8     |
| 7   | Club Libertad                      | 9     | 1  | 5   | 3   | 7   | 11   | 15    |
| 8   | Club Olimpia                       | 9     | 1  | 4   | 4   | 6   | 6    | 12    |
| 9   | Sportivo San Lorenzo               | 9     | 1  | 4   | 4   | 6   | 4    | 12    |
| 10  | Club Nacional                      | 9     | 0  | 4   | 5   | 4   | 5    | 16    |

## Sumaryczna tabela sezonu 1986
Tabela przedstawia sumaryczny dorobek klubów uzyskany w trzech etapach.
| Poz | Klub                               | Mecze | Zw | Rem | Por | Pkt | BrZd | BrStr |
| --- | ---------------------------------- | ----- | -- | --- | --- | --- | ---- | ----- |
| 1   | Club Sol de América                | 27    | 13 | 8   | 6   | 34  | 40   | 25    |
| 2   | Atlético Colegiales                | 27    | 10 | 13  | 4   | 33  | 36   | 27    |
| 3   | Club Guaraní                       | 27    | 12 | 9   | 6   | 33  | 39   | 27    |
| 4   | Cerro Porteño                      | 27    | 12 | 8   | 7   | 32  | 36   | 23    |
| 5   | Club Libertad                      | 27    | 10 | 8   | 9   | 28  | 35   | 35    |
| 6   | Club Olimpia                       | 27    | 10 | 8   | 9   | 28  | 28   | 23    |
| 7   | Sportivo Luqueño                   | 27    | 9  | 9   | 9   | 27  | 34   | 34    |
| 8   | Sport Colombia Fernando de la Mora | 27    | 5  | 12  | 10  | 22  | 24   | 33    |
| 9   | Club Nacional                      | 27    | 4  | 9   | 14  | 17  | 24   | 45    |
| 10  | Sportivo San Lorenzo               | 27    | 4  | 8   | 15  | 16  | 26   | 50    |

Bonusy przyznane przed rundą finałową:
- 3 punkty dla klubu Club Sol de América za pierwsze miejsce w trzecim etapie (2 pkt) i drugie miejsce w pierwszym etapie (1 pkt)
- 2 punkty dla klubu Club Guaraní za pierwsze miejsce w pierwszym etapie
- 2 punkty dla klubu Club Libertad za pierwsze miejsce w drugim etapie
- 1 punkt dla klubu Atlético Colegiales za drugie miejsce w trzecim etapie
- 1 punkt dla klubu Club Olimpia za drugie miejsce w drugim etapie

## Czwarty etap – runda finałowa

### Tabela końcowa czwartego etapu 1986
| Poz | Klub                | Mecze | Zw | Rem | Por | Pkt | BrZd | BrStr |
| --- | ------------------- | ----- | -- | --- | --- | --- | ---- | ----- |
| 1   | Club Sol de América | 5     | 2  | 2   | 1   | 9   | 9    | 6     |
| 2   | Club Olimpia        | 5     | 3  | 1   | 1   | 8   | 8    | 4     |
| 3   | Cerro Porteño       | 5     | 3  | 1   | 1   | 7   | 7    | 5     |
| 4   | Club Libertad       | 5     | 2  | 0   | 3   | 6   | 6    | 8     |
| 5   | Club Guaraní        | 5     | 1  | 1   | 3   | 5   | 2    | 6     |
| 6   | Atlético Colegiales | 5     | 1  | 1   | 3   | 4   | 4    | 7     |

## Klasyfikacja strzelców w sezonie 1986
| Gole | Piłkarz              | Klub                |
| ---- | -------------------- | ------------------- |
| 13   | Félix Ricardo Torres | Club Sol de América |